# Brañaveya
Brañaveya es una entidad de población española de la parroquia de Pesoz, perteneciente al municipio del mismo nombre, en la comunidad autónoma de Asturias.

## Toponimia
El lugar puede aparecer referido con las grafías «Brañaveya», «Brañavieja» y «Brañavella».

## Historia
Hacia mediados del siglo XIX, el lugar era referido ya como perteneciente a Pesoz. En 2023, la entidad singular de población, encuadrada dentro de la entidad colectiva de Pesoz, tenía empadronados tres habitantes.